# رند پال
رَندال هاوآرد «رَنْد» پال (انگلیسی: Randal Howard Paul؛ زادهٔ ۷ ژانویه ۱۹۶۳) سیاستمدار جمهوری‌خواه و پزشک آمریکایی است که از سال ۲۰۱۱ میلادی به‌عنوان سناتور جونیور ایالات متحده آمریکا از ایالت کنتاکی فعالیت می‌کند. او فرزند ران پال، نماینده سابق تگزاس در مجلس نمایندگان آمریکا و اولین سناتور در تاریخ آمریکاست که در کنار یکی از والدینش در کنگره آمریکا خدمت کرده است.
رند پال در رشته چشم‌پزشکی از مدرسه پزشکی دانشگاه دوک فارغ‌التحصیل شده و از سال ۱۹۹۳ به این حرفه مشغول بوده‌است. او در سال ۲۰۰۷ کلینیک خود را راه‌اندازی کرد. پال در سال ۲۰۱۰ هم‌زمان با خیزش جنبش تی پارتی در برابر سیاست‌های باراک اوباما برای نامزدی حزب جمهوری‌خواه سنای ایالات متحده از ایالت کنتاکی رقابت کرد و با آن‌که هرگز پیش از آن سمت سیاسی نداشت، توانست در انتخابات مقدماتی دادستان کل و وزیر امور داخلی ایالت کنتاکی را شکست دهد. رند پال رسماً در هفتم آوریل ۲۰۱۵ کاندیداتوری خود را برای انتخابات ریاست‌جمهوری ۲۰۱۶ ایالات متحده آمریکا اعلام، اما مدت کوتاهی پس‌از مرحلهٔ اول انتخابات مقدماتی حزب جمهوری‌خواه در آیووا، از رقابت کناره‌گیری کرد. وی در انتخابات سنای سال ۲۰۱۶، مجدداً از ایالت کنتاکی برای سنا برگزیده شد.
رند پال به‌عنوان یکی از هواداران جنبش تی پارتی، خود را یک محافظه‌کار طرفدار قانون اساسی ایالات متحده توصیف می‌کند. او با موضع‌گیری‌های مستقل در بسیاری از مسائل سیاسی و مقابله با جمهوری‌خواهان و دموکرات‌ها شناخته می‌شود. وی به‌صراحت از محدودیت دوره زمانی صدارت مسئولان، متمم بودجه متوازن و لایحه طرح‌ها را بخوانید برای کوچک‌سازی حجم دولت مرکزی (فدرال) ایالات متحده، دفاع کرده‌است. وی خواهان کاهش وسیع هزینه‌کرد دولت مرکزی و مالیات‌های فدرال است و غالباً به‌جهت ایدئولوژیک، لیبرترین توصیف می‌شود، گرچه خود او با این عنوان موافق نیست. پال برخلاف پدرش که شدیداً خواهان عدم مداخله ایالات متحده در مسائل جهانی بود، برای نیروهای مسلح آمریکایی در خارج از آمریکا از‌جمله برای پایگاه‌های نظامی دائمی، نقش قائل است.
پال در میان جمهوریخواهان سنای آمریکا در رأی‌های خود کمترین میزان همسویی را با مواضع دونالد ترامپ داشته‌است. با‌این‌حال در موضوعات مناقشه برانگیز نظیر عدم شرکت در مناقشات نظامی خاورمیانه، خروج از توافق زیست‌محیطی پاریس و استیضاح دونالد ترامپ از او پشتیبانی کرده‌است.

## اوایلِ زندگی و تحصیلات
رندال هاوارد پال در هفتم ژانویه ۱۹۶۳ در شهر پیتسبرگ در ایالت پنسیلوانیا، از مادری به نام کارول و پدری به نام ران پال زاده شد. رند سومین فرزند خانواده است؛ رانلد «رانی» پال جونیر، لوری پال پایت، رابرت پال و جوی پال-لوبلنک خواهران و برادران او هستند. پدرش پزشک و نمایندهٔ سابق مجلس نمایندگان ایالات متحدهٔ آمریکا از حوزه انتخابیه چهاردهم تگزاس است که سه بار برای نامزدی ریاست جمهوری ایالات متحده تلاش کرد.
پال در کلیسای اسقفی غسل تعمید داده شد و از دورهٔ نوجوانی یک مسیحی معتقد بوده‌است. پدرش دیدگاه‌های لیبرترین داشت و از حقوق فردی حمایت قوی می‌کرد، با این وجود اسم او با الهام از آین رند، فیلسوف و رمان‌نویس عینیت‌گرا، «رند» گذاشته نشده‌است، بلکه وقتی داشت بزرگ می‌شد به او «رندی» می‌گفتند. در نهایت همسرش نام او را به «رند» مخفف کرد.
خانوادهٔ پال در ۱۹۶۸ به لیک جکسون، تگزاس، که محل رشد و نموّ پدر خانواده بود، نقل‌مکان کرد، و پدرش برای مدتی پزشک متخصص زنان و زایمان در شهرستان برازوریا شد. ران پال وقتی که رند ۱۳ سال داشت، به‌عنوان نمایندهٔ مجلس از حوزه انتخابیه بیست‌ودوم تگزاس انتخاب شد. رند در همان سال در کنوانسیون ملی حزب جمهوریخواه حضور یافت. پدر او در این کنوانسیون ریاست هیئت نمایندگی تگزاس برای انتخاب رونالد ریگان را برعهده داشت. پال در سال‌های نوجوانی آثار اقتصاددانان اتریشی که مورد احترام پدرش بودند و نیز مکتوبات آین رند را مطالعه کرد. او به دبیرستان برازوسوود رفت و در تیم شنای این دبیرستان عضویت داشت. پال همچنین در تیم فوتبال آمریکایی دفاع عقب بود.
پال از پاییز ۱۹۸۱ تا تابستان ۱۹۸۴ در دانشگاه بیلر تحصیل کرد. او در برنامه افتخاری بیلر ثبت نام کرده بود و در امکت، آزمون ورودی دانشکدهٔ پزشکی، جز نفرات برتر (۱۰ درصد بالا) این آزمون قرار گرفت. پال در دورهٔ حضور در بیلر، در تیم شنا و گروه محافظه‌کاران جوان تگزاس شرکت داشت و عضو یک انجمن دانشجویی مخفی به نام برادری نوزی بود. وی همچنین در روزنامه دانشجویی بیلر لاریات مشارکت داشت. پال بدون اتمام مقطع کارشناسی و اخذ مدرک، از دانشگاه بیلر بیرون انداخته شد. او سپس در مدرسه پزشکی دانشگاه دوک پذیرفته‌شد که در آن زمان داشتن مدرک تحصیلی مقدماتی برای پذیرش در مقطع تحصیلات عالی جزو شرایط آن نبود. پال در ۱۹۸۸ از آنجا دکترای پزشکی گرفت و دستیاری پزشکی (معادل دکترای تخصصی) را در ۱۹۹۳ به اتمام رساند.

## حرفهٔ پزشکی
پال پس از فارغ‌التحصیلی پزشکی در ۱۹۹۳ به بولینگ گرین ایالت کنتاکی نقل مکان و با اخذ پروانهٔ پزشکی ایالتی شروع به چشم‌پزشکی کرد. جان داونینگ از مرکز بینایی داونینگ مکپیک، پس از تکمیل رزیدنسی پال به او پیشنهاد کار داد و او را به بولینگ گرین آورد. پال حدود پنج سال برای داونینگ کار کرد. پس از آن، او ۱۰ سال با یک گروه پزشکی خصوصی در کلینیک گریوز گیلبرت در بولینگ گرین مشغول به کار بود. او سپس دفتر خود را در یک خانه یک طبقه تغییر کاربری داده شده، در مقابل دفتر داونینگ، راه‌اندازی کرد. پال پس از انتخاب به نمایندگی سنای ایالات متحده، مطب خود را با دفتر پزشکی داونینگ ادغام کرد. داونینگ مهارت پزشکی او را ستوده‌است و او در دو بیمارستان بولینگ گرین جواز کار دارد. پال در جراحی‌های آب مروارید و آب سیاه، لیزیک و پیوند قرنیه متخصص است.
پال بین سال‌های ۱۹۹۳ تا ۲۰۱۰ با دو شکایت معالجهٔ اشتباه مواجه شد؛ که در یکی تبرئه شد و دیگری با پرداخت ۵۰٬۰۰۰ دلار خاتمه یافت. وی که عضو لاینز کلاب بولینگ گرین است، کلینیک چشم لاینز جنوب کنتاکی را در سال ۲۰۰۹ تأسیس کرد تا به کسانی که توانایی پرداخت هزینهٔ جراحی چشم و معاینه را ندارند، کمک کند و به خاطر ایجاد کلینیک چشم لاینز جنوب کنتاکی جایزه عضو پیوسته ملوین جونز را برای خدمات ممتاز انسان‌دوستانه دریافت کرد. همچنین در پی دنیاگیری کروناویروس در ایالات متحده در آوریل ۲۰۲۰، پال به‌طور داوطلبانه در یک بیمارستان محلی در ایالت کنتاکی شروع به فعالیت کرد.

### هیئت چشم‌پزشکی آمریکا
پال در نخستین تلاش خود، در سال ۱۹۹۵ در امتحان هیئت چشم‌پزشکی آمریکا (ABO) قبول شد و به مدت ۱۰ سال تأییدیهٔ آن انجمن را دریافت کرد. تأییدیهٔ پال از سوی هیئت چشم پزشکی آمریکا در ۳۱ دسامبر ۲۰۰۵ منقضی شد. پیش از این، در سال ۱۹۹۲، ABO برنامه تأییدیه‌اش را تغییر داده و مدت اعتبار تأییدیه‌ها ــ که پیشتر مادام‌العمر بودند ــ را ده ساله کرده بود. در نتیجه کسانی که تأییدیه مادام‌العمر گرفته بودند اجازه یافتند آن را حفظ کنند (بنا بر گفته ABO قانوناً اجازه لغو این تأییدیه‌ها وجود نداشت. کمی پس از این تغییر، پال کارزاری را در اعتراض به این موضوع آغاز کرد. در نتیجه این تلاش‌ها در سال ۱۹۹۷، در اعتراض به تصمیم این انجمن برای اعمال‌نکردن این قوانین دربارهٔ چشم‌پزشکان قدیمی‌تر و لازم ندانستن کسب تأییدیهٔ مجدد برای آنان در هر ده سال به منظور حفظ وضعیت مورد تأیید انجمن، پال به همراه ۲۰۰ چشم پزشک جوان دیگر، هیئت ملی چشم پزشکی (NBO) را به منظور ارائهٔ یک نظام تأیید چشم پزشکی رقیب تشکیل داد که هزینه اخذ آن کمتر از هزینه پروانه ABO بود. امتحان هیئت ملی چشم‌پزشکی (NBO) یک امتحان کتابْ باز بود که شرکت‌کنندگان در آن می‌توانستند حتی در خانه به سؤالات پاسخ دهند. یکی از شرکت‌کنندگان در این امتحان آن را «احتمالاً سخت‌تر» و از «از نظر کلینیکی مربوط‌تر» توصیف کرد. پال، زنش و پدرزنش اعضای هیئت مدیره NBO بودند.
هیئت ملی چشم پزشکی (NBO) در سال ۱۹۹۹ تشکیل شد، ولی در سال ۲۰۰۰ پال آن را منحل کرد، زیرا تشریفات اداری و الزامی دفتر وزارت کشور کنتاکی را انجام نداده‌بود. او بعدتر در سال ۲۰۰۵، سه ماه پیش از انقضای تأییدیه‌اش در ۳۱ دسامبر ۲۰۰۵ از سوی هیئت چشم پزشکی آمریکا، هیئت ملی چشم‌پزشکی را مجدداً ایجاد کرد. با این حال در ایالت کنتاکی تأییدیه هیئت ملی الزامی نیست. همچنین هیئتی که پال ایجاد کرد، رسماً مورد تأیید بورد تخصص‌های پزشکی آمریکا نبود و بسیاری از بیمارستان‌ها و شرکت‌های بیمه آن را معتبر نمی‌شناختند. به تخمین پال، حدود ۵۰ تا ۶۰ پزشک از سوی NBO موردتأیید قرار گرفتند. هیئت ایجادشده توسط پال که در ۲۰۰۵ احیا شده بود، دوباره در سپتامبر ۲۰۱۱ منحل شد.

## کنشگری سیاسی
پال حین تحصیل در دانشگاه بیلر، رئیس بخش محلی محافظه‌کاران جوان تگزاس بود. او در انتخابات سنای سال ۱۹۸۴، یک ترم مرخصی گرفت تا به پدرش در رقابت با فیل گرام، سناتور جمهوریخواه، کمک کند. پال حین تحصیل در مدرسه پزشکی دانشگاه دوک، در کارزار ریاست‌جمهوری پدرش در سال ۱۹۸۸ به نمایندگی از حزب لیبرترین شرکت کرد. او مدیریت کارزار موفق پدرش برای انتخابات ۱۹۹۶ کنگره را بر عهده داشت که طی آن پال پدر موفق شد و توانست پس از یک وقفهٔ دوازده ساله، مجدداً به کنگره بازگردد. رقیب پدرش، گرگ لافلین، دموکراتی بود که به حزب جمهوریخواه پیوسته بود و مورد حمایت کمیته ملی حزب جمهوریخواه و رهبران جمهوریخواهی چون نوت گینگریچ و جرج دابلیو بوش بود. هنگامی که پدر رند پال برای سمتی در انتخابات رقابت می‌کرد، او اغلب به نیابت از پدرش سخنرانی می‌کرد و در سال ۲۰۰۷ در نیوهمپشر، رند و پسرش ویلیام در سومین مناظره انتخابات مقدماتی حزب جمهوری‌خواه برای انتخابات ریاست جمهوری ۲۰۰۸، حضور یافتند و همچنین در ایالتشان خانه‌به‌خانه برای ران پال تبلیغ کردند. پال در ۱۶ دسامبر ۲۰۰۷، در ۲۳۴مین سالگرد مهمانی چای بوستون، در حمایت از اصول دولت کوچک سخنرانی کرد و به گفتهٔ سی ان ان خواستار یک «انقلاب امروزین» شد. او به مبارزه برای پدرش در سراسر کشور در ۲۰۰۸ ادامه داد و به این منظور حتی به ایالت‌هایی مانند مونتانا رفت.
پال در سال ۱۹۹۱ در واکنش به خلف وعدهٔ رئیس‌جمهور جرج ایچ دابلیو بوش در خصوص وعده انتخاباتی زیاد نکردن مالیات‌ها، ائتلاف مالیات‌دهندگان کارولینای شمالی را تأسیس کرد. پال به عنوان مؤسس و رئیس سازمان ضدمالیاتی کنتاکی تکس پیر یونایتد، از سال ۱۹۹۴ مرتباً جوایز «دوست مالیات‌دهنده» را به قانونگذاران ایالتی اهدا می‌کند. وی فعالیتش در این سازمان را مبنای شکل‌گیری مشارکتش در سیاست ایالتی برشمرده است. هرچند این سازمان خود را غیرحزبی می‌داند، اما به این دلیل که از نظر ایدئولوژیک محافظه‌کار است، مورد انتقاد قرار گرفته‌است. این سازمان با بررسی اعمال قانونگذاران در خصوص مالیات‌گیری و هزینه‌کردن آن، به رأی‌دهندگان در خصوص مواضع قانونگذاران در این موارد اطلاع‌رسانی می‌کند. نظرات پال به نیابت از این سازمان در روزنامهٔ کنتاکی پست منتشر شده‌است. این سازمان از تشویق سیاستمداران برای التزام به رأی‌دادن علیه افزایش مالیات حمایت می‌کند. وال‌استریت جورنال در سال ۲۰۱۰ گزارش داد با این که پال به یکی از تلویزیون‌های کنتاکی در سال ۲۰۰۹ گفته بود که این سازمان هر ساله قانونگذاران ایالتی را از لحاظ موضع مالیاتی ارزیابی می‌کند و «این کار را در ۱۵ سال گذشته انجام داده‌است»، اما این گروه از سال ۲۰۰۲ چنان ارزیابی‌هایی را منتشر نکرده و پس از این که در ارائه اسناد قانونی بازماند، ایالت کنتاکی آن را در سال ۲۰۰۰ به‌طور قانونی منحل کرده‌است.
پال به همراه جک هانتر، کتابی به نام تی پارتی به واشینگتن می‌رود (۲۰۱۱) نوشت. در این کتاب تاریخچه جنبش تی پارتی و لزوم اتخاذ این موضع و عدم سازش شرح داده می‌شود. پال در کتاب دولت قلدری می‌کند: چگونه آمریکاییان هر روز، از سوی دولتیان مورد آزار و سوء استفاده قرار می‌گیرند و به زندان می‌افتند (۲۰۱۲) به مسئله سوءاستفاده سازمان‌های دولتی از قدرت خود می‌پردازد.
پال در فوریه ۲۰۱۴ به همراه فریدم‌ورکس، گروه کنشگر محافظه‌کار مرتبط با تی پارتی، از دولت آمریکا شکایت دادخواهی سنخی کرد و جمع‌آوری عمده اطلاعات سیاهه تلفن‌های آمریکاییان توسط دولت فدرال را منافی متمم چهارم قانون اساسی ایالات متحده آمریکا دانست. او در یک کنفرانس مطبوعاتی در خصوص شکایت گفت: «من مخالف آژانس امنیت ملی نیستم، مخالف جاسوسی نیستم، مخالف نگاه‌کردن به سیاهه‌های تلفن‌ها نیستم … فقط می‌خواهم به نزد یک قاضی بروید، نام شخص را داشته باشید و یک حکم از دادگاه بگیرید. این چیزی است که متمم چهارم می‌گوید.» پال گفت شواهدی در دست نیست که دیده‌بانی ابرداده تلفن‌ها جلوی تروریسم را گرفته باشد. منتقدان از جمله الن درشویتس استاد حقوق دانشگاه هاروارد و استیون افترگود، اداره‌کننده پروژه دانشمندان آمریکایی دربارهٔ مخفی‌کاری حکومت، شکایت را «نمایشی سیاسی» خواندند. کمپین پال گفت که نام افرادی از عموم مردم که به وبسایت پال بروند و به عنوان شرکت‌کننده در شکایت سنخی ثبت‌نام کنند، برای استفاده بعدی در کمپین در پایگاه داده آن باقی خواهد ماند.
پال همچنین در فهرست تأثیرگذارترین افراد جهان مجلهٔ تایم در سال ۲۰۱۳ و ۲۰۱۴ قرار گرفت. وی همچنین یک مشارکت کننده در نگارش مطالب برای مجله تایم است. مجله پولیتیکو در سپتامبر ۲۰۱۴، پال را به عنوان جذاب‌ترین فرد در سیاست آمریکا انتخاب کرد. پال جایزه ۲۰۱۴ مرکز منفعت ملی را برای کار سیاستگذاری عمومی دریافت کرد.

## انتخابات سنای ایالات متحده

### مبارزات مقدماتی
جنبشی توسط هواداران ران پال، پدر رند پال، در آغاز سال ۲۰۰۹ برای تشویق او به کاندیداتوری برای جایگزینی جیم بیونینگ، سناتور باسابقه جمهوریخواه کنتاکی، شکل گرفت. کاندیداتوری احتمالی رند پال در لس‌آنجلس تایمز و مطبوعات محلی کنتاکی مورد بحث قرار گرفت. ران پال گفت: «در صورتی که سناتور بیونینگ تصمیم بگیرد رقابت نکند، فکر می‌کنم رند سناتور خیلی خوبی بشود.» رند پال در ۱۵ آوریل ۲۰۰۹ نخستین سخنرانی سیاسی‌اش به عنوان کاندید احتمالی را در یکی از تظاهرات‌های برگزار شده در بولینگ گرین، شهر خود، ایراد کرد. این تظاهرات با حضور ۷۰۰ نفر در حمایت از جنبش تی پارتی برگزار شد.
رند پال در ۱ مه ۲۰۰۹ گفت، چنانچه بیونینگ — که ناکامی‌اش در جمع‌آوری کمک مالی در ۲۰۰۹  با آمار بدش در  نظرسنجی‌ها برای انتخابات ۲۰۱۰ تطبیق داشت — در دور سوم رقابت نکند، به‌احتمال قریب به یقین در رقابت‌های مقدماتی حزب جمهوری‌خواه در ایالت کنتاکی شرکت خواهد کرد. بنابراین، کمی پس از آن یک کمیته ارزیابی تشکیل داد. با این حال قول داد اگر بیونینگ نهایتاً تصمیم به رقابت برای انتخاب مجدد بگیرد، خود را از رقابت کنار بکشد. پال این مسئله را در برنامه ریچل مدو شوی ام‌اس‌ان‌بی‌سی اعلام کرد، هرچند یک سایت خبری کنتاکی، خبر را برای نخستین‌بار منتشر کرده‌بود.
بیونینگ در ۲۸ ژوئیه ۲۰۰۹ اعلام کرد در پی کمک‌های مالی ناکافی از رقابت برای انتخاب مجدد خودداری می‌کند. این اعلان باعث شد پال و تری گریسن، وزیر خارجه ایالت کنتاکی، تنها نامزدها برای کسب نامزدی حزب جمهوریخواه باشند. پال در ۵ اوت ۲۰۰۹ اعلام کرد که رسماً به عنوان یک جمهوریخواه برای سنای ایالات متحده رقابت خواهد کرد. این اعلان از طریق رشته رخدادهایی در تلویزیون ایالتی، رادیو و دیگر برنامه‌ها و نیز روزنامه‌های کنتاکی انجام شد.
هواداران پال در ۲۰ اوت ۲۰۰۹ برای شروع کمپین او یک رخداد یک‌روزهٔ جمع‌آوری کمک مالی موسوم به مانیبام راه انداختند. این کمپین در ۲۴ ساعت ۴۳۳٬۵۰۹ دلار کمک جمع‌آوری کرد. وبسایت او گزارش کرد که این اقدام، رکورد جمع‌آوری کمک مالی در یک بازهٔ ۲۴ ساعته را در تاریخ کنتاکی شکست. مانیبام دوم در ۲۳ سپتامبر ۲۰۰۹ برای مقابله با تلاش ۲۳ سناتور جمهوریخواه ایالات متحده در واشینگتن دی سی در حمایت از رقیب او، تری گریسن، برگزار شد. مضمون این برنامه نوعی نبرد از نوع یواف‌سی بین «ما مردم» و «خودی‌های [واشینگتن] دی‌سی» (یعنی سیاسیون و طبقه نخبگان سیاسی مقیم پایتخت آمریکا) بود. پال، در ادامهٔ کمپین خود، مدعی شد تعهد او مبنی بر پول نگرفتن از لابیست‌ها و سناتورهایی که به طرح نجات مالی رأی داده بودند، صرفاً برای رقابت‌های مقدماتی بوده‌است. او متعاقباً در واشینگتن دی‌سی مراسمی برای جذب کمک مالی با حضور همان سناتورهایی برگزار کرد، که هدف مانیبام ۲۳ سپتامبر ۲۰۰۹ بودند. پال نهایتاً در دوره انتخابات مقدماتی ۳ میلیون دلار جمع‌آوری کرد. شبکه هواداران پدرش او را در این امر یاری کردند.
گرچه گریسن در ژوئیه ۲۰۰۹ پیشتاز انتخابات شمرده می‌شد، پال موفق شد گریسن را سیاستمداری توصیف کند که حرفه‌اش سیاست است و در اصالت محافظه‌کاری او چالش ایجاد کند. پال تبلیغی در فوریه در شبکه‌ها پخش کرد که اعتراف گریسن در سال ۲۰۰۸، مبنی بر این که در ۲۰ سالگی به بیل کلینتون رأی داده بوده، را تبدیل به معضلی برای او کرد. جیمز دابسن، از چهره‌های مسیحی انجیلی در ۲۶ آوریل به توصیهٔ چهره‌های ارشد جمهوریخواه از گریسن حمایت کرد، ولی در ۳ مه، کمپین پال اعلام کرد پس از این که برخی از حامیان پال بر ویژگی‌های محافظه‌کارانه اجتماعی او اصرار ورزیدند دابسن حمایت خود را به پال تغییر داده‌است. پال در ۱۸ مه با اختلافی ۲۳ درصدی رقابت مقدماتی را برد، که به معنای روبه رو شدن او با جک کانوی، دادستان کل دموکرات ایالت کنتاکی در انتخابات سراسری ۲ نوامبر بود.

### کارزار سراسری در ایالت کنتاکی
پال در انتخابات سراسری سنای ۲۰۱۰ با جک کانوی دادستان کل کنتاکی رقابت کرد. در این انتخابات ۸٫۵ میلیون دلار از گروه‌های بیرون از ایالت کنتاکی دریافت شد که پال ۶ میلیون دلار از آن و کانوی ۲٫۵ میلیون از آن را دریافت کردند. این سرازیر شدن پول علاوه بر پولی بود که نامزدها خود خرج کردند؛ بدین ترتیب پال جمعاً ۶ میلیون و کانوی ۴٫۷ میلیون دلار خرج کردند. در ۲۸ ژوئن ۲۰۱۰ حامیان پال نخستین پویش آنلاین جمع‌آوری کمک خود را که این بار «مانی بلست» خوانده شد برگزار کردند.
اظهارات پال در خصوص لایحه حقوق مدنی ۱۹۶۴ مجادله‌برانگیز شد و مسیر ابتدایی کمپین او را با ناهمواری مواجه کرد. پال گفت از ۱۰ بخش لایحه حقوق مدنی با ۹ تای آن موافق است ولی اگر او در دهه ۱۹۶۰ سناتور بود سؤالاتی را متوجه این لایحه می‌کرد. پال گفت از نژادپرستی متنفر است و این که با مارتین لوتر کینگ جونیور برای لغو قوانین جیم کرو راهپیمایی می‌کرده‌است. بعدتر او در بیانیه‌ای اعلام کرد او به لایحه رأی می‌داده و بیان کرد «به صراحت … از هیچ تلاشی برای لغو لایحه حقوق مدنی ۱۹۶۴ حمایت نمی‌کنم.» او بعدتر با «غیرآمریکایی» خواندن بیانیه‌های مقامات دولت اوباما در خصوص لکه نفتی خلیج مکزیک مجادله آفرید.
نهایتاً، پال در انتخابات سراسری ایالت کنتاکی با رأی ۵۶٪ به ۴۴٪ کانوی را شکست داد و بدین ترتیب سناتور این ایالت در سنای ایالات متحده آمریکا شد.

## حضور در سنا

### کنگره ۱۱۲ م (۲۰۱۱–۲۰۱۳)

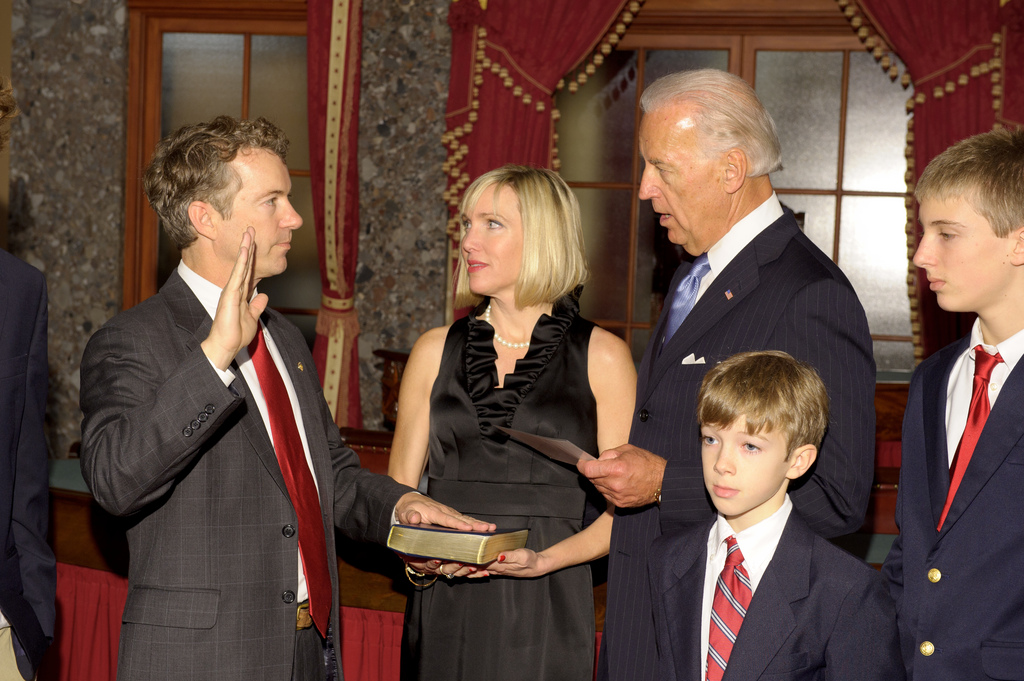
جو بایدن، معاون وقت رئیس‌جمهور آمریکا مراسم ادای سوگند رند پال به عنوان سناتور را در کنار خانواده‌اش در اتاق قدیمی سنا در ساختمان کاخ کنگره آمریکا انجام می‌دهد.

پال در ۵ ژانویه ۲۰۱۱ به عنوان اولین کسی که یکی از والدینش (پدرش ران پاول) عضو کنگره است، در سنای ایالات متحده سوگند یاد کرد. او به عضویت کمیته‌های انرژی و منابع طبیعی، آموزش، کار و مزایا، امور امنیت ملی و حکومتی و کسب‌وکارهای کوچک درآمد. اولین قانون پیشنهادی او کاستن ۵۰۰ میلیارد دلار از هزینه‌کرد دولت فدرال بود. این طرح شامل کوچک‌سازی ۸۳ درصد از وزارت آموزش ایالات متحده آمریکا و ۴۳ درصد از وزارت امنیت میهن ایالات متحده آمریکا و انتقال سازمان‌های مستقل وزارت انرژی ایالات متحده آمریکا به وزارت دفاع ایالات متحده آمریکا و انحلال وزارت مسکن و توسعه شهری ایالات متحده آمریکا بود. هفت سازمان مستقل حذف و از کوپن‌های غذا ۳۰ درصد کاسته می‌شد. طبق این پیشنهاد بودجه دفاعی ۶٫۵ درصد کاهش می‌یافت و کمک به کشورهای خارجی متوقف می‌شد. او بعدتر برنامه‌ای پنج ساله برای متوازن کردن دخل و خرج بودجه پیشنهاد کرد. در فوریه او یکی از دو سناتور جمهوریخواهی بود که با سه بخش کلیدی لایحه میهن‌دوستی ــ جستجو در اطلاعات تجاری مردم و شنود ارتباطات ــ مخالفت کرد. پال همچنین به همراه جیم دمینت و مایک لی کاکس تی پارتی سنا را پایه‌گذاری کرد. در ۲ مارس، پال یکی از دو سناتوری بود که علیه طرحی رأی دادند که ۴ میلیارد دلار از بودجه می‌کاست و موقتاً از تعطیلی دولت جلوگیری می‌کرد. او معتقد بود میزان کاهش بودجه به حد کافی نیست. یک هفته بعد او علیه طرح‌های جمهوریخواه و دموکرات برای تأمین بودجه دولت فدرال رأی داد و گفت هیچ‌یک از آن‌ها هزینه کرد دولت را به حد کافی کاهش نمی‌دهند. هر دوی آن طرح‌ها از تصویب بازماندند. او در ۱۷ مارس و ۸ آوریل علیه تدابیری مشابهی رأی داد که به تصویب سنا رسیدند. پال در ۱۴ آوریل یکی از ۱۹ سناتوری بود که علیه لایحه بودجه‌ای رأی دادند که ۳۸٫۵ میلیارد دلار از بودجه می‌کاست و دولت را برای باقی‌مانده آن سال مالی دایر نگه می‌داشت. سناتور پال مخالفت خود را با مداخلهٔ آمریکا در جنگ داخلی لیبی اعلام کرد و از رئیس‌جمهور اوباما بابت عدم اخذ مجوز از کنگره برای طلوع ادیسه انتقاد کرد. پال از حامیان لایحه «کم کن، سقف بگذار و متوازن کن» بود که به خاطر مخالفت دموکرات‌ها معلق شد. او در ۳ اوت علیه طرحی رأی داد که سقف بدهی آمریکا را بالا می‌برد.
پال در ۷ سپتامبر خواهان رأی عدم اعتماد به وزیر خزانه‌داری ایالات متحده آمریکا تیموتی گایتنر شد. او در ادامهٔ همان ماه به طرحی که قوانین ایمنی خط لوله‌های نفت و گاز را سخت‌تر می‌کرد، رای مخالف داد؛ از آنجا که معتقد بود این طرح به حد کافی قوی نیست. پال در اکتبر طرحی را مسدود کرد که ۳۶ میلیون دلار مزایا برای پناهندگان سالخورده و معلول فراهم می‌کرد و گفت دغدغه دارد که این پول ممکن است به تروریست‌های داخلی یاری برساند. این در پاسخ به دو تروریستی بود که متهم به ورود به آمریکا از طریق دریافت برنامه پناهندگی و استفاده از مزایای رفاهی بودند. این دو در بولینگ گرین، شهر پال، دستگیر شده بودند. او در پی وعده رهبران دموکرات برای برگزاری یک جلسه استماع در کنگره در خصوص چگونگی انتخاب آن افراد برای وضعیت پناهندگی و درخواست تحقیق در خصوص چگونگی پذیرش آن‌ها، از متوقف‌سازی این طرح دست برداشت. پال در ژوئن ۲۰۱۲ وقتی مسجل شده بود که میت رامنی نامزد حزب جمهوریخواه خواهد بود، حمایت خود را از وی اعلام کرد. به هر روی، او بعدتر نارضایتی خود را در خصوص برخی سیاست‌های رامنی اعلام کرد.

### کنگره ۱۱۳ م (۲۰۱۳–۲۰۱۵)

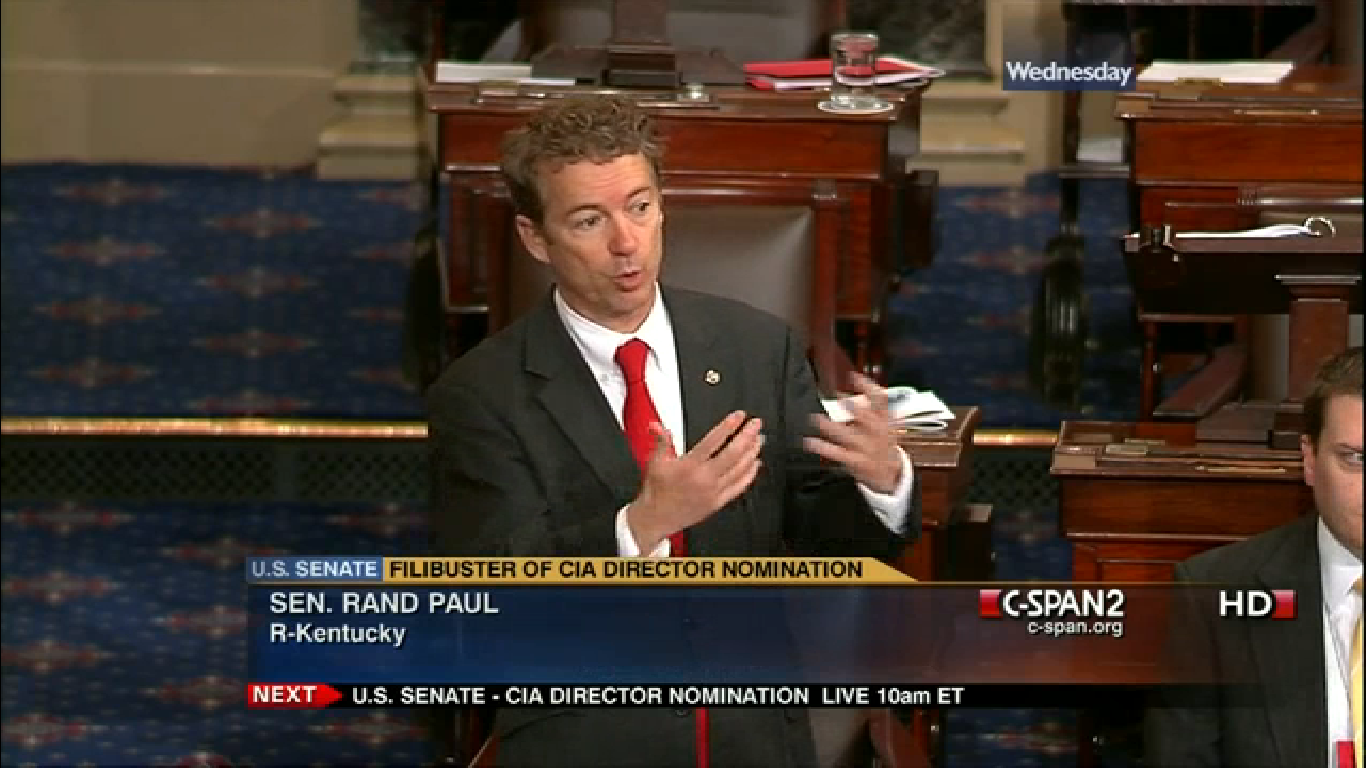
پال در حال سخنرانی حین فیلیباستر

پال در کنگره ۱۱۳ام علاوه بر کمیته‌های بهداشت، آموزش، کار و مزایا، امور امنیت ملی و حکومتی و کسب‌وکارهای کوچک، به عضویت کمیته روابط خارجی سنای ایالات متحده آمریکا نیز درآمد. او در ۶ تا ۷ مارس ۲۰۱۳ رأی اعتماد به جان برنن برای ادارهٔ سازمان سیا را با پرسش دربارهٔ استفاده دولت اوباما از پهپادها و توجیه قانونی آن با فیلیباستر به تأخیر انداخت. پال به مدت ۱۲ ساعت و ۵۲ دقیقه ممتد در صحن سنا به سخنرانی پرداخت. او خواستار تعهد دولت شد تا افرادی را که در حال رزم در خاک آمریکا نیستند، هدف قرار ندهد. بعد از فیلیباستر پال، دادستان کل اریک هولدر پاسخ داد رئیس‌جمهور مجاز به استفاده از مجازات فراقضایی بدون طی رویه دادرسی عادلانه علیه شهروندان آمریکا که در حال رزم نباشند، نیست. پال گفت او از این پاسخ بسیار خوشحال است. فیلیباستر با رأی ۸۱ به ۱۶، ختم شد و برنن با رأی ۶۳ به ۳۴ سنا تأیید شد. پال به همراه تد کروز و مایک لی، سناتورهای هم حزبی‌اش، در مارس تهدید کردند که در صورت به جریان‌افتادن هر طرح پیشنهادی برای گسترش کنترل اسلحه توسط دولت فدرال، دست به فیلیباستر خواهند زد که با رأی ۶۸–۳۱ جلوی آن گرفته شد.
در مارس ۲۰۱۳، پال از دیگر سناتور جمهوریخواه کنتاکی، میچ مکانل در مبارزه برای انتخاب مجدد در انتخابات سال ۲۰۱۴ در برابر رقیبی از تی پارتی حمایت کرد. حمایت پال به عنوان پیروزی بزرگ مکانل در جلوگیری از به چالش کشیده‌شدن توسط جمهوریخواهان در انتخابات مقدماتی تعبیر شد.
در پاسخ به اعلام ورشکستگی شهر دیترویت، پال در مصاحبه‌ای با برایتبارت نیوز اعلام کرد به دولت فدرال اجازه نخواهد داد آن را تأمین مالی کند چرا که «در واشینگتن پولی نداریم و این به شهرهای دارای مشکلات مالی پیام غلطی می‌دهد.»
پال در سپتامبر ۲۰۱۳ اعلام کرد که آمریکا نباید در جنگ داخلی سوریه مداخله کند. وقتی دولت اوباما ادعا کرد که تهدید به استفاده از نیروی نظامی باعث شد دولت سوریه در استفاده از سلاح شیمیایی تجدید نظر کند، پال در مقاله‌ای آن را زیر سؤال برد و در عوض استدلال کرد مخالفت با اقدام نظامی و تأخیر ناشی از آن منجر به پیشرفت دیپلماسی شد.
در اکتبر ۲۰۱۳ وقتی مشخص شد که پال از ویکی‌پدیا در بخشی از سخنرانی‌اش در حمایت از نامزدی کن کوچنلی کپی کرده، مجادله‌ای درگرفت. شواهد افشاشده نشان داد او در شماری از دیگر سخنرانی‌ها نیز بدون استناد به نویسنده‌ها، از منابع‌شان تقریباً کلمه به کلمه کپی کرده‌است. پس از این واقعه، واشینگتن تایمز اعلام کرد دیگر ستون هفتگی پال را منتشر نخواهد کرد. پس از یک هفته مواجهه با اتهامات سرقت علمی، پال گفت نسبت به او معیارهای ناروایی اعمال می‌شود، ولی دفترش را تجدیدساختار خواهد کرد تا چنین اشتباهاتی دیگر رخ ندهد.
پال در واکنش به انقلاب اوکراین در اوایل ۲۰۱۴، در ابتدا گفت با این که جنگ سرد تمام شده، روسیه همچنان یک قدرت نظامی دارای موشک‌های هسته‌ای بلند برد است. او گفت آمریکا باید رابطه احترام‌آمیز با روسیه را حفظ و از انجام اعمالی نظیر تلاش برای عضویت اوکراین در ناتو که روس‌ها ممکن است آن را تحریک‌آمیز بدانند، خودداری کند. دو هفته بعد، که پارلمان روسیه اجازه استفاده از نیروی نظامی در اوکراین را داد، پال نوشت: «حمله پوتین به اوکراین نقض اقتدار ملی آن کشور و مقابله با جامعه جهانی است. پوتین باید برای نقض توافقنامه بوداپست مجازات شود.» او خواهان اعمال تحریم‌های اقتصادی بر روسیه و ساخت تأسیسات دفاعی ضدموشکی در لهستان و جمهوری چک شد. او خواهان اقداماتی برای مقابله با نفوذ استراتژیک روسیه در اروپا با برداشتن منع اکتشافات جدید سوخت‌های فسیلی در آمریکا و تأیید فوری خط لوله کیستون شد، تا آمریکا بتواند به اروپا نفت بیشتری صادر کند.
پال نقش کلیدی در مسدود کردن پیمانی با سوئیس داشت که به سرویس درآمد داخلی آمریکا اجازه می‌داد در آن کشور تحقیقات مالیاتی کند. او دلیل این کار را نگرانی از نقض محرمانگی شهروندان دانست.
در پاسخ به گزارش‌هایی که سیا در کامپیوترهای کمیته اطلاعاتی سنا رخنه کرده، پال خواهان برکناری جان برنان، رئیس وقت این سازمان، شد. او در دسامبر ۲۰۱۴ از عادی‌سازی روابط آمریکا و کوبا و لغو تحریم‌های این کشور حمایت کرد.

### کنگره ۱۱۴ م (۲۰۱۵–۲۰۱۷)
پال در آغاز سال ۲۰۱۵ مجدداً لایحه «شفافیت فدرال رزرو» را تقدیم سنا کرد. او همچنین لایحه بازگردانی اجرای متمم پنجم را تقدیم کرد که روال مصادره اموال اشخاص را محدود می‌کرد. پال در ۲۰ مه ۲۰۱۵ در اعتراض به طرح تمدید لایحه میهن‌پرستی و جمع‌آوری دسته‌جمعی داده‌های شهروندان آمریکا از سوی سازمان امنیت ملی، صحن سنا را در اختیار گرفت و به مدت ده ساعت و نیم ایستاده با این طرح مخالفت کرد. در جریان این فیلیباستر، سه سناتور جمهوریخواه و هفت سناتور دمکرات در مقاطعی با سخنرانی در صحن سنا از وی حمایت کردند. در نتیجه بخش‌هایی از لایحهٔ میهن‌پرستی از تمدید بازماندند.
پال در پی مرگ انتونین اسکالیا قاضی دیوان عالی ایالات متحده در فوریه ۲۰۱۶ اعلام کرد با هر نامزدی که اوباما، رئیس‌جمهور وقت، معرفی کند، مخالفت خواهد کرد. اوباما در ۶ مه ۲۰۱۶ در یک کنفرانس مطبوعاتی پال را به پایان‌دادن به سد کردن معاهدات مالیاتی که سال‌هاست معلق مانده‌اند، فراخواند و استدلال کرد این تحقیقات در خارج از کشور برای جلوگیری از فرار مالیاتی لازم است. پال سه روز پس از مرگ محمد علی کلی، طرح پایان‌دادن به گزینش سربازی را که قصد داشت به نام او نامگذاری کند، مطرح کرد.

### کنگره ۱۱۵ام (۲۰۱۷–۲۰۱۹)

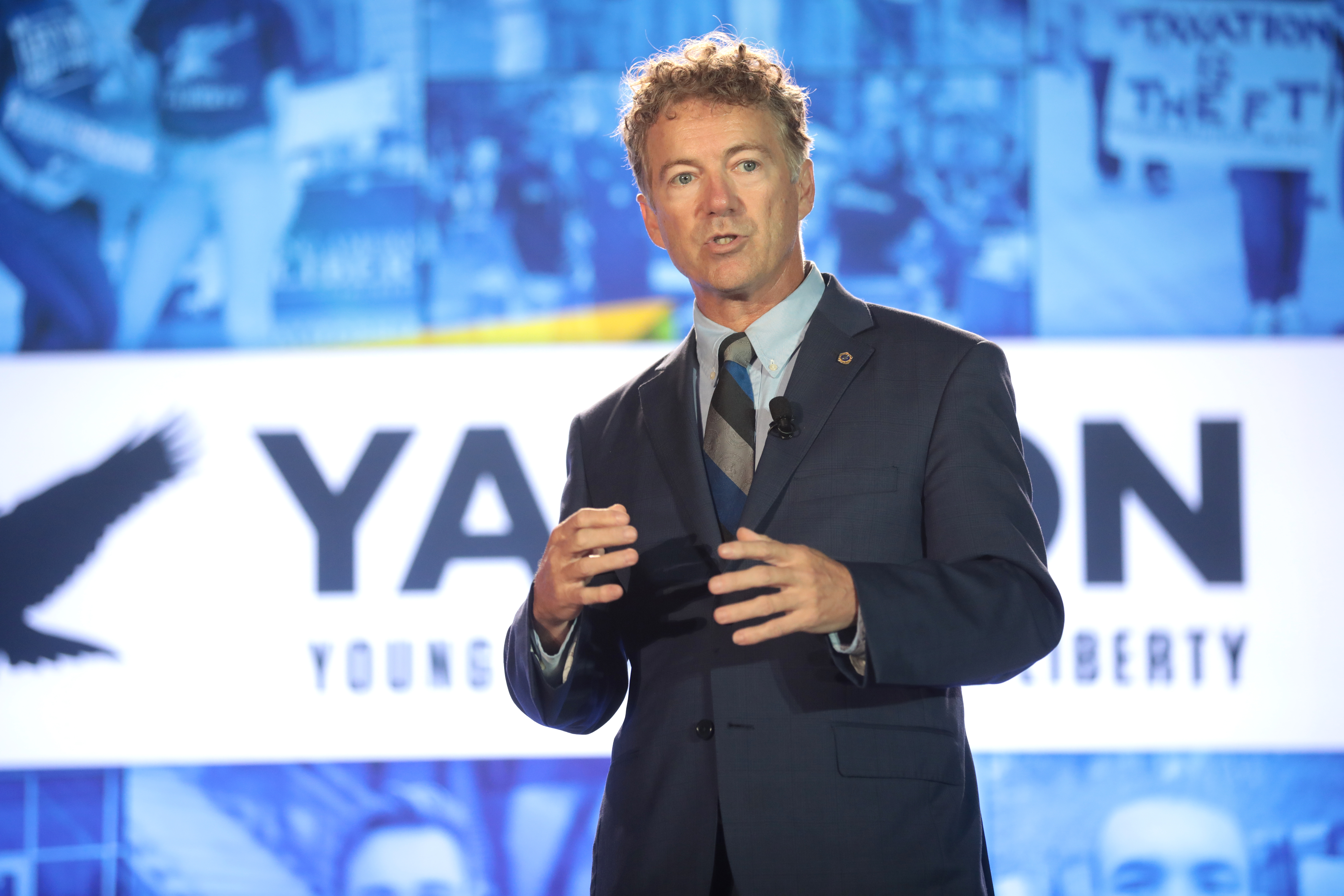
پال در حال ایراد سخنرانی در یال‌کان، نشست آمریکاییان جوان برای آزادی، سپتامبر ۲۰۱۹

پال در انتخابات ۲۰۱۶ سنا مجدداً از کنتاکی به سنا انتخاب شد. رقیب او از حزب دمکرات جیم‌گری شهردار لکسینگتون بود که با اختلاف ۵۷٪ به ۴۳٪، وی را شکست داد.
پال در ۲۵ ژانویه ۲۰۱۷ طرح جایگزینی لایحه مراقبت مقرون به صرفه، موسوم به اوباماکر، را تقدیم کرد، که شامل یک اعتبار مالیاتی ۵۰۰۰ دلاری برای هر نفر و عدم الزام افراد برای برخورداری از پوشش بیمه‌ای بود. فیلمی از پال در ۲ مارس پس از حرکت به سوی سمت ساختمان مجلس نمایندگان در کاپیتول هیل، در تلاش برای گرفتن نسخه‌ای از طرح آنان برای لغو اوباماکر منتشر شد. سپس، پال در گفتگویی با دونالد ترامپ، رئیس‌جمهور وقت، گفت دو طرح مجزا برای لغو و جایگزینی این قانون لازم است. پال در ۱۲ مارس پال رایان رئیس مجلس نمایندگان را متهم کرد که دارد جمهوری‌خواهان را در رابطه با لغو لایحه مراقبت سلامت آمریکا فریب می‌دهد و تن به مذاکره نمی‌دهد و سه روز بعد تا آنجا پیش رفت که بگوید رایان دارد به رئیس‌جمهور چیزی را می‌فروشد که به‌طور کامل به او توضیح داده نشده‌است. در ۲۴ مارس، پس از این که رهبران جمهوریخواه این طرح را پس گرفتند، پال از نمایندگان به خاطر قیام علیه آنچه اوباماکر رقیق شده خواند تشکر کرد. بعدتر، پال با ترامپ و مدیرکل بودجهٔ او، میک مولوینی، در باشگاه گلف ملی ترامپ در ویرجینیا بازی کرد و در خصوص موضوعات مختلف از جمله مراقبت سلامت به مباحثه پرداخت.
در مارس ۲۰۱۷، پال لایحه «توقف تسلیح تروریست‌ها» را ارائه داد که از استفاده دولت ایالات متحده از منابع برای کمک به القاعده، جبهة النصره و داعش و نیز کشورهای حامی آن سازمان‌ها را جلوگیری می‌کرد. سناتور جان مک‌کین در ۱۶ مارس پال را متهم کرد که به خاطر مخالفت با عضویت مونته‌نگرو در ناتو، مأمور ولادیمیر پوتین است. پال روز بعد پاسخ داد مک‌کین نمونهٔ خوبی از «دلیل خیلی خیلی قوی» برای محدود کردن دوره‌های تصدی سناتورها است و گفت مک‌کین به خاطر کهنسالی «قدری خل» شده‌است. در ۷ آوریل مک‌کین گفت اعتنایی به حرف‌های پال نمی‌کند چرا که او هیچ اثرگذاری واقعی در سنای آمریکا ندارد. در آوریل، پال حمله موشکی ترامپ به سوریه را زیر سؤال برد و گفت «با این که ما همه جنایات در سوریه را محکوم می‌کنیم، به آمریکا حمله نشده بود.» او گفت اقدامات بیشتر نباید بدون مجوز کنگره انجام شود.
پال در مه یکی از ۲۲ سناتوری بود که در نامه‌ای به دونالد ترامپ به او اصرار کردند آمریکا را از توافق پاریس خارج کند. بنا بر گزارش مرکز سیاست پاسخگو، پال از سال ۲۰۱۲ بیش از ۲۵۰ هزار دلار از صنایع نفت، گاز و زغال‌سنگ دریافت کرده‌است. در ژوئن، پال به همراه برنی سندرز، یکی از تنها دو سناتوری بود که به طرح تحریم‌ها علیه روسیه و ایران رأی منفی داد. او گفت هر کار غلطی که روسیه می‌کند، چین هم انجامش می‌دهد. راه حل مقابله با مقابلهٔ روسیه را تقویت امنیت سایبری و نه تحریم‌ها دانست. او در مقاله‌ای در نشنال اینترست، نوشت دلایلی که ایران به خاطر آن تحریم می‌شود (موشک‌ها و تروریسم)، کاملاً به عربستان سعودی نیز قابل انطباق است و ایران، عربستان را تهدید می‌داند، نه آمریکا را. او پیشنهاد داد در صورت تمایل به تغییر رفتار ایران، عربستان هم به میزان برابر تحریم شود. او تحریم‌ها را به خاطر یکجانبه بودن، ناموفق پیش‌بینی کرد.
سایت فایو ترتی‌ایت (۵۳۸) که رأی‌گیری‌های کنگره را رصد می‌کند، دریافت که بین همه جمهوریخواهان، پال در رأی‌های خود کمترین میزان همسویی را با مواضع دونالد ترامپ داشته و تا تاریخ اوت ۲۰۱۸، ۷۴٪ مواقع همسو با ترامپ رأی داده‌است. در دسامبر ۲۰۱۸ اسنادی به دادگاه مبنی بر درگیر بودن ترامپ در تخلفات مالی کارزار انتخاباتی، از جمله تلاش برای پرداخت پول به یک زن در ازای ساکت ماندن او، ارائه شد. پال اتهامات تخلف را کم‌اهمیت دانست و گفت نباید در جرم‌انگاری زیاده‌روی شود. پال گفت تخلفات مالی کمپین اشتباهی در هنگام ارائه کاغذبازی یا عدم رده‌بندی درست بوده و این که تعقیب چنین تخلفاتی، آمریکا را تبدیل به حکومت جنگل می‌کند که هر رئیس‌جمهوری در آن تحت تعقیب قضایی قرار می‌گیرد و هر رئیس‌جمهوری پس از اتمام دوره‌اش به زندان فرستاده می‌شود.

### کنگره ۱۱۶ام (۲۰۱۹–۲۰۲۱)
پال در ژانویه ۲۰۱۹ در مقاله‌ای سناتور میت رامنی را به خاطر انتقاد از دونالد ترامپ، رئیس‌جمهور آمریکا، محکوم کرد. پال گفت انتقاد رامنی از شخصیت ترامپ برای کشور و حزب جمهوریخواه بد است. پال در ۱۰ آوریل ۲۰۱۹ در جلسه استماع کمیته روابط خارجی سنا از مایک پمپئو وزیر امور خارجه راجع به امکان استفاده از اجازه استفاده از نیروی نظامی علیه تروریست‌ها برای حمله به ایران پرسید و نسبت به اقدام نظامی علیه ایران هشدار داد. پمپئو سعی کرد طفره برود ولی پال با سرزنش او گفت که اجازه حمله به ایران را ندارید. پال در ژوئن ۲۰۱۹ سه قطعنامه برای بلوکه‌کردن فروش سلاح به بحرین، قطر و عربستان سعودی تقدیم سنا کرد. قطعنامه‌های بحرین و قطر به ترتیب با رای ۴۳–۵۷ و ۴۲–۵۸ از تصویب بازماندند. پال در ۱۵ ژوئیه ۲۰۱۹ در اقامتگاه سفیر ایران در سازمان ملل در نیویورک با محمدجواد ظریف وزیر امور خارجه ایران ملاقات کرد. او یک روز پیش از عزیمت به نیویورک هنگام بازی با ترامپ در باشگاه ملی گلف ترامپ در مورد ایران با او گفتگو کرده بود. سه هفته برای این دیدار با آگاهی و رضایت کاخ سفید برنامه‌ریزی شده بود. در آن هنگام نگرانی‌ها از احتمال بروز جنگی جدید در خاورمیانه در حال افزایش بود و مأموریت پال این بود که یک کانال مستقیم دیپلماتیک در بالاترین سطح ایجاد کند. ظریف به پال پیشنهادهایی برای عبور از بن‌بست برنامه هسته‌ای ایران ارائه کرد؛ از جمله تبدیل فتوای رهبر ایران در خصوص حرمت سلاح هسته‌ای به قانون با تصویب مجلس ایران و نیز تصویب پروتکل الحاقی در مجلس. ظریف گفت ترامپ در برابر این اقدامات می‌تواند تحریم‌های آمریکا علیه ایران را با تصویب کنگره بردارد. پال پیشنهاد کرد ظریف این ایده‌ها را به‌طور حضوری به ترامپ عرضه کند و گفت که رئیس‌جمهور به او اجازه داده ظریف را برای دیدار هفته بعد به اتاق بیضی کاخ سفید دعوت کند. ظریف گفت اختیار تصمیم‌گیری برای این دیدار را ندارد و باید با تهران مشورت کند. پس از انعکاس این دعوت، مقامات تهران با آن موافقت نکردند.
پال پس از حمله پهپادی آمریکا به قاسم سلیمانی فرمانده نیروی قدس سپاه پاسداران انقلاب اسلامی از اقدامات دولت ترامپ در قبال ایران انتقاد کرد. این اقدام، علی‌رغم حمایت گسترده جمهوریخواهان از رئیس‌جمهور آمریکا انجام شد. پال این حمله را یک اقدام جنگی دانست که صرفاً رویارویی نظامی در منطقه را محتمل‌تر می‌کند. او پس از جلسه استماع مقامات دولت ترامپ در مورد این واقعه، به پیشنهاددهندگان قطعنامه منع سربازان آمریکایی از درگیری در اقدامات خصمانه علیه ایران یا هر بخشی از حکومت آن بدون مجوز کنگره پیوست. این طرح به تصویب هر دو مجلس کنگره رسید.
در جریان محاکمه استیضاح دونالد ترامپ در سنا، پال از حامیان جدی ترامپ بود. پال قصد داشت سؤالی را از وکلا بپرسد که رئیس جلسه، جان رابرتس، قاضی ارشد ایالات متحده آمریکا به او اجازه طرح این سؤال را نداد. دلیل این بود که در این سؤال از افشاگری که رئیس‌جمهور آمریکا متهم به جلوگیری از پرداخته‌شدن کمک مالی به اوکراین کرده بود، نام برده شده بود. پال نهایتاً به تبرئه ترامپ از هر دو اتهام رأی داد. در ۱۱ ماه مه، وی از رسانه‌ها درخواست کرد تا نام شخصی را که علیه ترامپ سوت زنی کرده‌است را افشا کنند که با مخالفت سناتورها مواجه شد.
پس از بروز اعتراضات گسترده در شهرهای مختلف آمریکا در مه ۲۰۲۰ در اعتراض به کشته شدن تعدادی از سیاه‌پوستان به دست پلیس، پال لایحه «عدالت برای بریانا تیلر» را در راستای بهبود خط مشی پلیس در سنا طرح کرد. این طرح پلیس را ملزم می‌کند پیش از ورود به خانه‌ها برای اجرای یک قرار، نسبت به مقصود و اقتدار قانونیش اطلاع قبلی بدهد. بریانا تیلر زن سیاه‌پوست ۲۶ ساله ای بود که در مارس آن سال وقتی پلیس در جستجوی مواد مخدر به آپارتمانش در کنتاکی یورش برد، با هشت گلوله کشته شد.
در سپتامبر ۲۰۲۰، در پی دنیاگیری کووید-۱۹ در ایالات متحده آمریکا، پال تنها جمهوریخواهی بود که به دمکرات‌ها پیوست و به بسته کمک مالی کووید-۱۹ که سناتور میچ مکانل آن را تقدیم کرده بود، رأی مخالف داد. نارضایتی پال از این طرح افزوده‌شدن بر بدهی دولت آمریکا بود.
در پی مناقشه بر سر نتایج انتخابات ریاست‌جمهوری ایالات متحده آمریکا، پال در ۱۵ دسامبر در جلسه استماع کنگره اعلام کرد که به نظر وی تقلب رخ داده و نتایج انتخابات به طرق مختلف دزدیده شده‌است.

### کنگره ۱۱۷ام (۲۰۲۱–اکنون)
پال مکرراً ادعاهای نادرستی دربارهٔ متقلبانه بودن انتخابات ۲۰۲۰ مطرح کرد. او بعدها بر پذیرش گزینندگان مورد تأیید ایالات که به بایدن رای دادند اصرار کرد. در روز ۶ ژانویه ۲۰۲۱ که کنگره در حال رأی‌گیری برای تأیید نتایج نهایی انتخابات بود، گروهی از معترضان به کاخ کنگره حمله کردند. پال در یک بیانیه مطبوعاتی و سپس در جریان جلسه شمارش گزینندگان که در پی این یورش برگزار شد، بر این تأکید کرد که الکترال کالج پشتیبان ضروری دمکراسی برای کنترل قدرت متمرکز به هنگام تصمیم‌گیری در خصوص انتخابات‌ها است. او این حمله را «خشونت و غوغاسالاری» و «غیرآمریکایی» خواند. او آشوبگران را باعث سد کردن راه بحث دربارهٔ اصلاحات انتخاباتی دانست و سرزنش کرد و آنان خواست «فقط تمامش کنند.» پس از تأمین امنیت کاخ کنگره، سنا مجدداً تشکیل جلسه داد تا به تأیید انتخابات ادامه دهد. پال جزو سناتورهایی بود که با ابطال نتایج انتخابات در ایالت‌های پنسیلوانیا و آریزونا مخالفت و انتقال قدرت به جو بایدن به عنوان رئیس‌جمهور منتخب را تأیید کردند. او اعلام کرد مخالفت با تأیید انتخابات معادل «برانداختن هر آن چیزی است که مایی که از حقوق ایالات در این نظام عالی فدرالیسم که مؤسسین‌مان برایمان به جا گذاشته‌اند گرامی‌شان می‌داریم.»
بعدها در آن ماه او همچنان به طرح ادعاهای نادرست تقلب در انتخابات ۲۰۲۰ ادامه داد و از گفتن این که انتخابات دزدیده نشده سر باز زد. دو روز پس از این که الکترال کالج اعلام کرد جو بایدن در انتخابات ۲۰۲۰ برنده شده، پال طرف ترامپ را گرفت و به نادرست مدعی شد که انتخابات «به شیوه‌های زیادی دزیده شد.» در جریان دومین استیضاح دونالد ترامپ که متعاقباً برای محکوم کردن او به اتهام تحریک به به طغیان به وقوع پیوست، پال انطباق آن استیضاح با قانون اساسی را به خاطر کنار رفتن ترامپ از منصب ریاست جمهوری در زمان رسیدن استیضاح به سنا زیر سؤال برد، و از او در برابر اتهامات دفاع کرد، «می‌خواهم دمکرات‌ها اگر هرگز سخنرانی ای که می‌گوید «پس بگیر، برای کشورت بجنگ» دستشان را بالا بگیرند. چه کسی از واژه جنگ به عنوان مجاز استفاده نکرده؟» پس از استیضاح شدن دوباره ترامپ در ژانویه ۲۰۲۱، پال در سنا درخواستی برای ناسازگار اعلام شدن آن با قانون اساسی مطرح کرد. پنج جمهوریخواه و همه ۵۰ دمکرات به آن رای مخالف دادند و این درخواست ۵۵ به ۴۵ شکست خورد. پال رسماً در ۱۳ فوریه ۲۰۲۱ به این اتهامات رای مخالف داد.
پال در ۳ فوریه ۲۰۲۱ به عنوان عالی‌رتبه‌ترین عضو جمهوریخواه کمیته کسب‌وکار کوچک و کارآفرینی سنا معرفی شد.
در جلسه بررسی صلاحیت ریچل لوین به عنوان دستیار وزیر بهداشت، پال گفت مثله کردن جنسی از سوی سازمان جهانی بهداشت محکوم شده، و از او که ترنسکشوال است پرسید آیا از این که خردسالان بتوانند تغییر جنسیت بدهند حمایت می‌کند یا نه، و جراحی تطبیق و بازتأیید جنسیت را مثله کردن جنسی خواند. لوین که در گذشته در حمایت از کودکان ترنسجندر سخن گفته، پاسخ مستقیمی به سؤال پال و این که آیا کودکان باید بتوانند بدون اجازه والدین از کمک‌های دولتی برای عمل جراحی تغییر جنسیت برخوردار شوند، نداد. اظهارات پال، انتقاد شدید دمکرات‌ها که آن گفته‌ها را «ترنس‌هراسانه» خواندند در پی داشت.

## انتخابات ریاست جمهوری و سناتوری در سال ۲۰۱۶

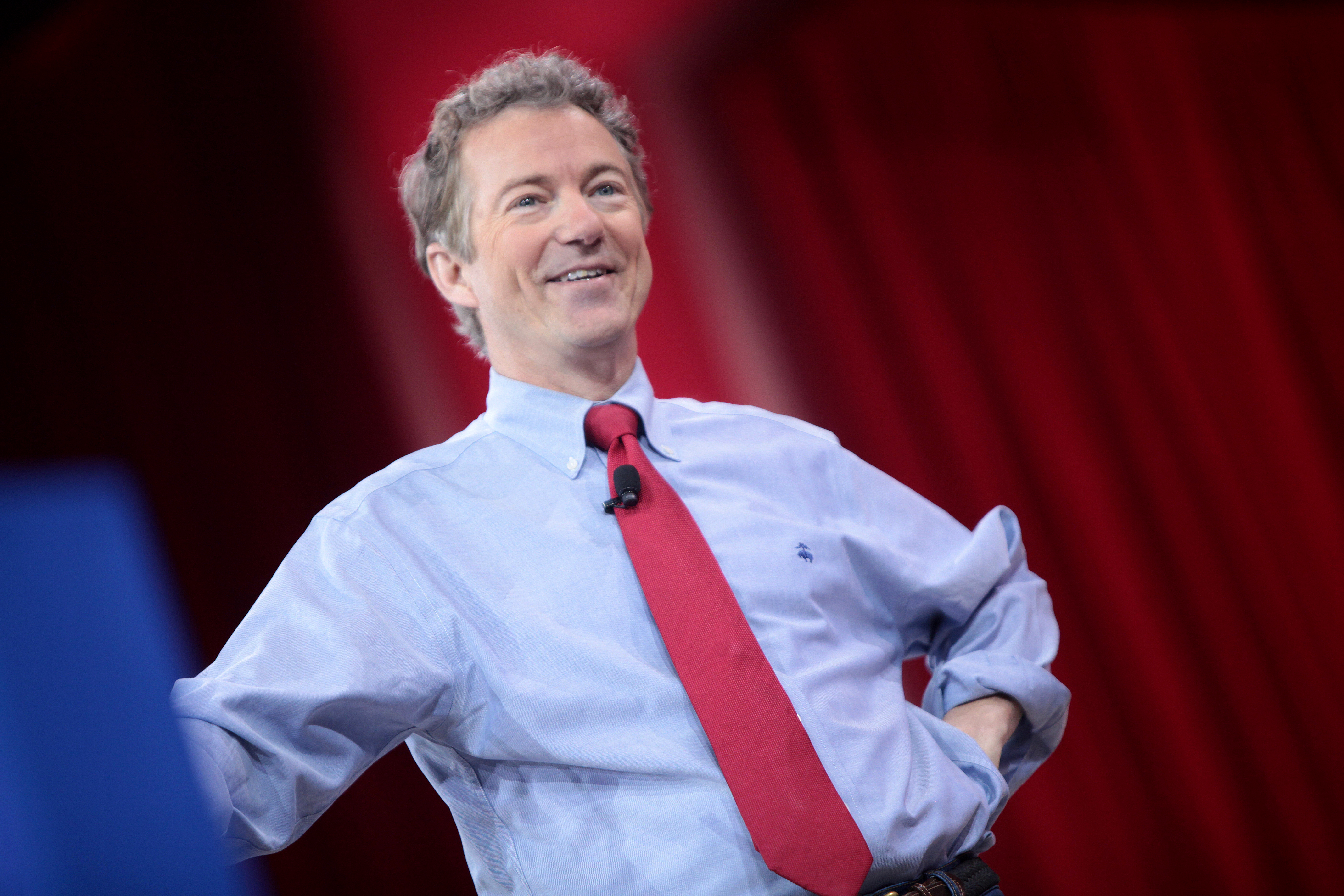
رند پال در حال سخنرانی در کنفرانس اقدام سیاسی محافظه‌کار در بندرگاه ملی، مریلند ۲۰۱۵.

پال دست کم از ژانویه ۲۰۱۳ از نامزدهای احتمالی برای رئیس‌جمهور ایالات متحده آمریکا شمرده می‌شد. در ۱۳ فوریه ۲۰۱۳، او پاسخ تی پارتی به سخنرانی وضعیت کشور آمریکاتوسط باراک اوباما ایراد کرد، و مارکو روبیو پاسخ رسمی جمهوریخواهان را ایراد کرد. این باعث شد برخی صاحب‌نظران آن روز را شروع رقابت‌های مقدماتی جمهوریخواهان برای انتخابات ۲۰۱۶ بخوانند. پال در آن سال در کنفرانس کنش سیاسی محافظه‌کار در واشینگتن، دی‌سی سخنرانی کرد و نظرسنجی ریاست جمهوری ۲۰۱۶ آن را برنده شد. در دو سال پس از آن نیز پال این نظرسنجی را برنده شد که باعث شد برخی او را پیشتاز کسب نامزدی بدانند، گرچه شرکت‌کنندگان در سی‌پک معمولاً از رای‌دهندگان متوسط جمهوریخواه جوان‌تر و به مقدار بیشتری لیبرترین هستند. او در ژانویه ۲۰۱۳ دربارهٔ انتخابات ۲۰۱۶ ریاست جمهوری قول کاندید شدن نداد، ولی گفت در دو سال آینده در این مورد تصمیم می‌گیرد. پال گفت اگر خود کاندید نشود، برای تغییر شکل حزب و سیاست‌هایش تلاش خواهد کرد. او در آوریل ۲۰۱۳ مجدداً اعلام کرد پیش از ۲۰۱۴ در این زمینه تصمیم خواهد گرفت. او در سال ۲۰۱۳ در رخدادهای متعدد خصوصی و عمومی در ایالتهای آیووا نیوهمپشر و کارولینای جنوبی که ایالات نخستین مبارزات مقدماتی‌اند، شرکت کرد.
پال در یک سخنرانی در نشست آزادی حزب جمهوریخواه در سال ۲۰۱۴ بر این اصرار کرد که حزب باید برای رشد خود جذبه خود را گسترش دهد. او گفت برای این کار، حزب جمهوریخواه نباید حزب «گربه‌های چاق، آدم‌های پولدار و وال استریت» باشد و این که جنبش محافظه‌کار هرگز برای آدم‌های ثروتمند یا برخوردار از امتیازات نبوده، «ما طبقه متوسطیم.» پال همچنین گفت که جمهوریخواهان باید پیام عدالت و دغدغه‌مندی را برای بیکاران ارائه دهد و مخالف شنود دولت باشد تا افراد جدید مثل جوانان، هیسپنیک‌ها و سیاهان را جذب جنبش کند. پال در انتخابات سال ۲۰۱۴ برای نامزدهای متعدد ایالتی و کنگره مبارزهٔ انتخاباتی کرد؛ از جمله جونی ارنست، راد بلوم، اسکات براون، دیوید پردو تام تیلیس، میچ مکانل و پت رابرتس. او پس از انتخابات ۲۰۱۴ یک کمپین رسانه اجتماعی با عنوان «بازندگان هیلاری» را کلید زد که منظور از آن تأکید بر نامزدهای متعدد دمکراتی بود که با وجود کسب حمایت هیلاری کلینتون در انتخابات باختند. کلینتون نهایتاً نامزدی حزب دموکرات را برنده شد و در انتخابات ریاست‌جمهوری سال ۲۰۱۶ به دونالد ترامپ باخت.

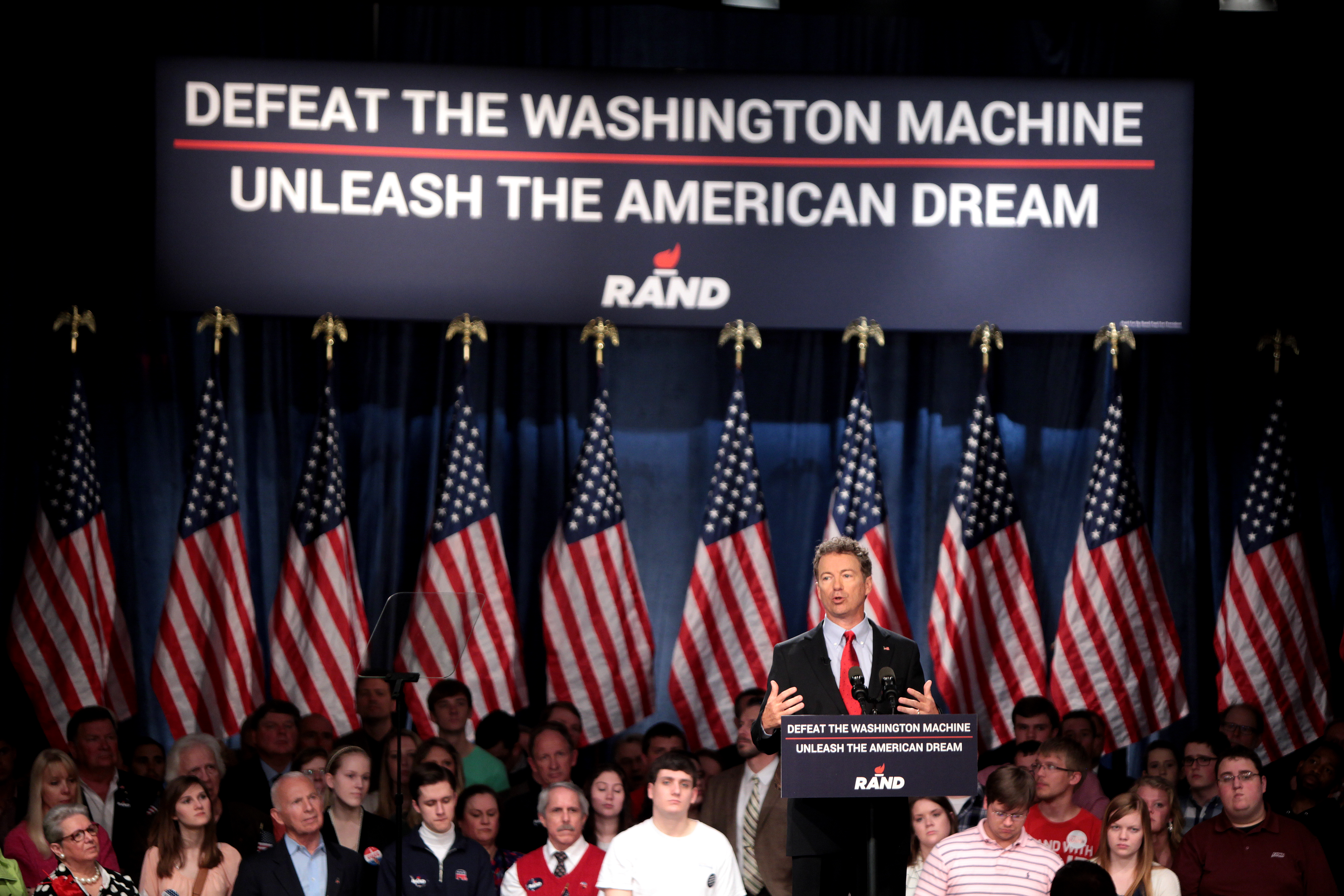
رند پال در حال افتتاح رسمی کمپین ریاست جمهوری خود در لوییویل کنتاکی، آوریل ۲۰۱۵.

از ابتدای سال ۲۰۱۵، سناتور پال تحرکات متعددی در جهت نامزدی برای ریاست جمهوری از جمله استخدام کارکنان در ایالت‌های متعدد، تأسیس دفاتر و استخدام مدیر کمپین، انجام داد. پس از این که میت رامنی اعلام کرد نامزد انتخابات نخواهد شد، مارک هلپرین تحلیلگر سیاسی، اظهار داشت که فکر می‌کند اگر انتخابات مقدماتی نیوهمپشر در آن زمان برگزار می‌شد، پال پیشتاز جدید آن می‌بود. پال در ۷ آوریل، نامزدی خود برای انتخابات ریاست جمهوری سال ۲۰۱۶ را در لوییویل، کنتاکی اعلام کرد. او در ۳ فوریه ۲۰۱۶، کمی پس از پنجم شدن در انتخابات مقدماتی آیووا کمپین خود را متوقف کرد.
پال در آوریل ۲۰۱۱، برای انتخاب مجدد به سنا از کنتاکی در انتخابات سال ۲۰۱۶ ثبت نام کرد. در صورت نامزدی پال برای ریاست جمهوری یا معاونت ریاست جمهوری از طرف حزب جمهوریخواه، قانون ایالتی او را نامزدی برای انتخاب مجدد بازمی‌داشت. سنای ایالتی کنتاکی که در کنترل جمهوریخواهان بود، در مارس ۲۰۱۴ قانونی را تصویب کرد که به پال امکان نامزدی برای هر دو منصب را می‌داد، ولی مجلس نمایندگان ایالتی کنتاکی در کنترل دمکرات‌ها برای آن رأی‌گیری برگزار نکرد. پال نهایتاً در انتخابات ۸ نوامبر ۲۰۱۶ با کسب ۵۷ درصد آرا در برابر ۴۲ درصد رقیب دموکرات خود جیم گری، برای یک دورهٔ دیگر به سنا برگزیده شد.

## مواضع سیاسی

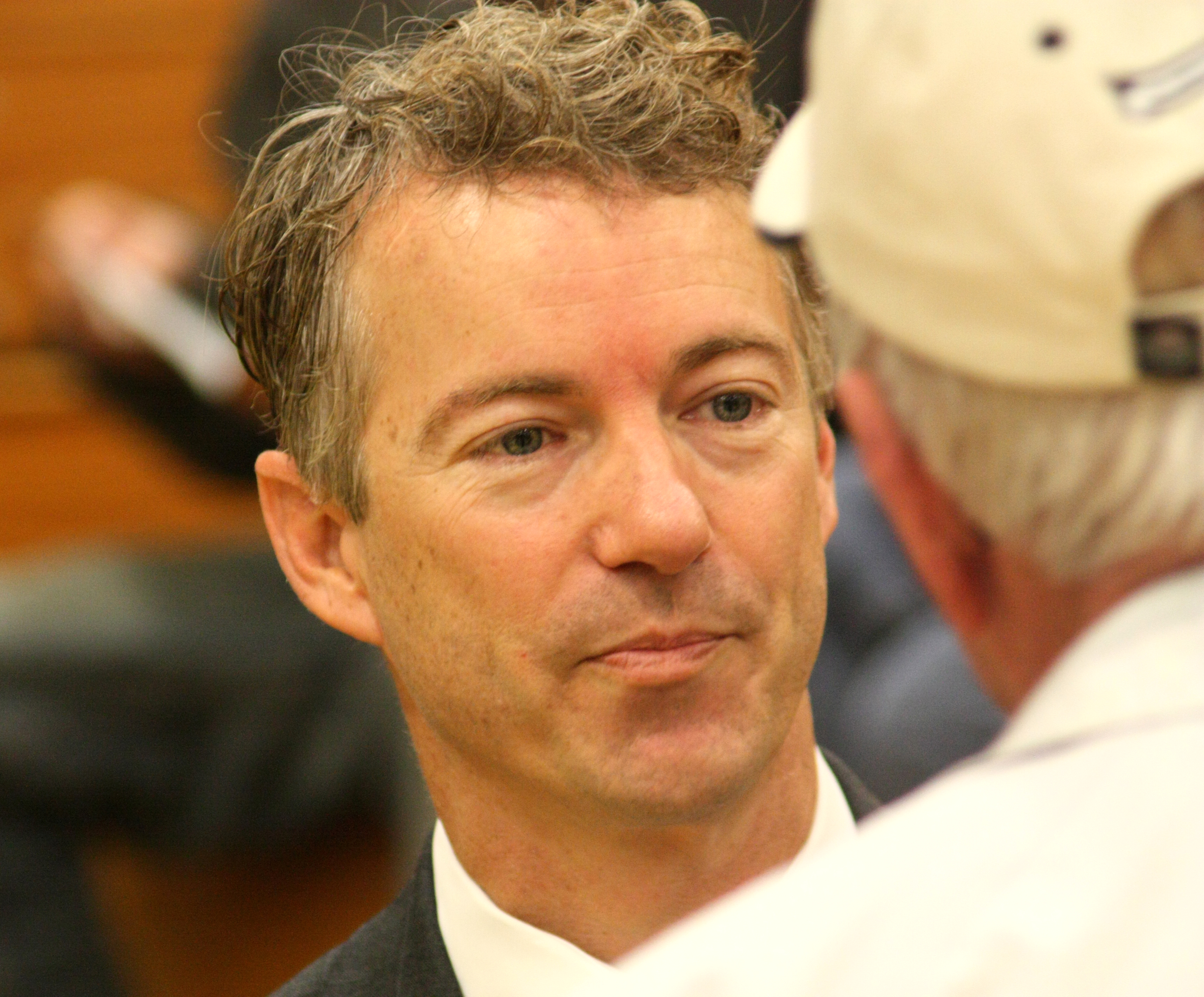
پال در لوییویل، نوامبر ۲۰۰۹

رند پال به عنوان عضوی از جنبش تی پارتی، خود را محافظه‌کاری معتقد به قانون اساسی خوانده‌است. او عموماً لیبرترین خوانده می‌شود، لفظی که در جریان مبارزاتش برای سنا هم از آن استقبال کرده و هم این برچسب زنی سیاسی را رد کرده‌است.
پال از محدودیت دوره‌های تصدی مقامات دولتی و بودجه متوازن دفاع می‌کند و خواهان کاهش گستردهٔ هزینه‌کرد و مالیات‌های فدرال است. او به دلیل مواضع مستقل خود در مسائل سیاسی که اغلب هم با جمهوریخواهان و هم با دموکرات‌ها درگیر می‌شود، اهمیت یافته‌است. پال گفته از نوعی مالیات ثابت دفاع می‌کند، ولی پیشنهاد مشروحی ارائه نکرده‌است. او با کنترل عرضهٔ پول و نرخ بهره از سوی فدرال رزرو مخالف است. پال از این دفاع می‌کند که اجازه داده شود بازار آزاد خود نرخ‌های بهره را تنظیم کند و از نقش قانونی کنگره در کنترل عرضهٔ پول دفاع می‌کند. او لایحه شفافیت فدرال رزرو را ارائه کرده‌است که حسابرسی فدرال رزرو را الزامی می‌کند.
رند پال برخلاف پدرش ران پال که به‌شدت حامی عدم مداخله است، برای نیروهای مسلح آمریکا در خارج از کشور از جمله پایگاه‌های نظامی دائمی در خارج نقشی قائل است. در پی قدرت‌یابی دولت اسلامی عراق و شام، او گفته‌است که بابت افزایش خشونت در سال ۲۰۱۴ حامیان جنگ عراق و نه رئیس‌جمهور وقت، باراک اوباما، را سرزنش می‌کند. پال این که تهدیدی از سوی داعش متوجه آمریکا باشد را صرفاً حدس و گمان دانسته‌است. دیک چینی، جان مک‌کین و ریک پری با انزواگرا خواندن پال، به این اتهامات پاسخ داده‌اند ولی او به نظرسنجی‌های رای‌دهندگان احتمالی جمهوریخواه به عنوان حمایتی برای موضع خود اشاره کرده‌است. پال همچنین اظهار کرده‌است: «من شخصاً معتقدم که این گروه در عراق نمی‌بود و این قدر قوی نمی‌شد، اگر ما از متحدانشان [علیه دولت بشار اسد در سوریه] حمایت نمی‌کردیم.» او هرچند پس از آن از حملات هوایی علیه داعش حمایت کرد، ولی قانونی‌بودن اقدامات یک جانبهٔ آمریکا بدون اعطای اختیار روشن از سوی کنگره را زیر سؤال برد. پال از مذاکره با ایران حمایت کرده‌است و پس از خروج آمریکا از برجام، آن را یک اشتباه خواند. او با اقدامات برخی از مقامات دولت ترامپ برای افزایش تنش با ایران نیز مخالفت کرده‌است. همچنین پال یکی از دو سناتوری بود که به قانون مقابله با دشمنان آمریکا از طریق تحریم‌ها که بر روسیه و ایران تحریم وضع کرد، رأی مخالف داد.
پال در زمینهٔ مسایل اجتماعی خود را ۱۰۰٪ حامی حق حیات توصیف می‌کند، و معتقد است تشخص قانونی با لقاح آغاز می‌شود. موضع او در سال ۲۰۰۹ ممنوع‌کردن سقط جنین تحت هر شرایطی بود. پال از سال ۲۰۱۰ گفته‌است به صلاحدید پزشک اجازهٔ آن را در موارد تهدیدکنندهٔ حیات نظیر حاملگی نابجا خواهد داد. پال مخالف ازدواج همجنس‌گرایان است، ولی معتقد است این موضوع باید به دولت‌های ایالتی واگذار شود تا در مورد آن تصمیم بگیرند و از ممنوعیت فدرال پشتیبانی نخواهد کرد. او از حداقل محکومیت‌های پیش‌بینی‌شده در قانون برای برخی جرایم نظیر مواد مخدر که منجر به آنچه وی محکومیت شدیداً غیرمنطقی برای مجرمان سابقه‌دار می‌خواند، انتقاد کرده‌است.پال به قانونی‌کردن موادی چون ماری‌جوانا و کوکائین اعتقادی ندارد.
پال که خود پزشک است، با دخالت دولت فدرال در مراقبت سلامت مخالف است. او لایحهٔ مراقبت مقرون به صرفه موسوم به اوباماکر را مغایر با قانون اساسی آمریکا می‌داند و طرحی برای لغو آن ارائه کرده‌است. پال خواهان جایگزینی مقررات بیش از حد با اصول بازار آزاد است.
او هرگونه کنترل اسلحه از جمله بخش‌هایی از لایحهٔ میهن دوستی را ناقض متمم دوم قانون اساسی آمریکا دانسته و با آن مخالف است. دفاع پال از حقوق مالکیت خصوصی شامل ارائهٔ طرح دفاع از محیط زیست و مالکیت است که طبق آن امکان اعمال نظارت سازمان حفاظت محیط زیست و دیگر سازمان‌های فدرال بر حقوق ایالات در خصوص نحوهٔ استفاده از آب و زمین را محدود می‌کند و سازمان‌های دولتی را موظف به جبران هزینهٔ مقررات زیست‌محیطی می‌کند که وضع می‌کنند. پال حامی افزایش امنیت مرزها، اعطای ویزای موقت به مهاجرین غیرقانونی و مخالف ایجاد مسیر ویژه‌ای برای آنان برای کسب تابعیت است.
پال در ۲ فوریه ۲۰۱۵ به لورا اینگرم مجری فاکس نیوز گفت که واکسن‌ها «بیشترشان باید اختیاری باشند.» این اظهارات که تلویحاً متضمن عدم اجبار ایالت‌ها به والدین برای واکسیناسیون فرزندان و آزاد گذاشتن تصمیم‌گیری در این مورد بود، مجادله برانگیخت. پال بعدها این اظهارات را توضیح داد و در مصاحبه‌ای با سی‌ان‌بی‌سی، گفت «نمی‌گویم واکسن‌ها ایده بدی هستند. فکر می‌کنم چیز خوبی‌اند، اما فکر می‌کنم والدین باید حق ابراز نظر داشته باشند. دولت مالک فرزندان شما نیست. والدین مالک فرزندان هستند و این مسئله ای مرتبط با آزادی است.» او پس از آن اضافه کرد که «موارد تراژیکی از بچه‌های عادی که راه می‌رفتند و حرف می‌زدند شنیده‌ام که پس از واکسن دچار اختلال‌های شدید ذهنی شدند.» او در ۳ فوریه عکسی از خود در حال دریافت واکسن توییت کرد.
پال در سال ۲۰۱۴ گفت دولت اوباما و مرکز کنترل و پیشگیری بیماری در حال خفیف‌نمایی تهدید ناشی از ویروس ایبولا هستند. نهایتاً نه نفر مبتلا به ویروس ابولا به آمریکا بازگشتند، دو پرستار درون آمریکا به این بیماری مبتلا شدند و دو نفر از مسافران ورودی درگذشتند.
پال در ۲۲ مارس ۲۰۲۰ اعلام کرد به کروناویروس مبتلا شده‌است و در ۷ آوریل گفت که عاری از بیماری است و نسبت به آن مصون شده‌است. او در اوایل مه ۲۰۲۰ در جریان دنیاگیری کروناویروس گفت فرمان‌های ماندن در خانه توسط اندی بشیر فرماندار دمکرات کنتاکی به منظور توقف پراکندگی بیماری معادل دیکتاتوری است. پال با آنتونی اس. فائوچی، ایمنی‌شناسی که از سال ۱۹۸۴ اداره کنندهٔ مؤسسه ملی آلرژی و بیماری‌های عفونی بوده و یکی از کارشناسان برتر جهان در زمینه بیماری‌های عفونی محسوب می‌شود، جروبحث کرد. او در جلسه استماع سنا از فاوچی پرسید آیا در خصوص توصیه‌های مرکز کنترل بیماری‌ها برای کاستن از بیماری، از جمله زدن ماسک و حفظ فاصله شش فوتی، تغییر نظر داده‌است. پال سپس اظهار داشت که میزان بالای تلفات در نیویورک نشان می‌دهد که این اقدامات مؤثر نبوده‌است. فاوچی پاسخ داد که «تصور شما غلط است سناتور، و شما مکرراً این کار در گذشته انجام داده‌اید.» و توضیح داد که ایالت نیویورک در به کنترل درآوردن ویروس با به کاربستن دستورالعمل‌های کلینیکی سی دی سی موفق بوده‌است.

## زندگی شخصی
رند پال و همسرش کلی سه پسر به نام‌های ویلیام، رابرت و دانکن دارند.

### هدف حمله قرارگرفتن
رین بوشر، همسایهٔ ۵۹ ساله پال، که سابقاً متخصص بیهوشی بود، او را در ۳ نوامبر ۲۰۱۷ هدف حمله قرار داد. پال هدفون حذف‌کننده نویز در گوش داشت و مشغول کوتاه کردن چمن‌های باغچهٔ خانه‌اش بود و این باعث شد بوشر بتواند از پشت به او حمله کند. سربازان ایالتی بوشر را دستگیر و یک فقره جرم حمله درجه چهارم را متوجه او کرده و با وثیقه ۷۵۰۰ دلاری آزادش کردند. اعلامیه‌های ابتدایی اظهار می‌داشت که پال صرفاً دچار جراحات جزئی شده ولی گزارش‌های بعدی حاکی از آن بود که پنج دندهٔ او شکسته و ریهٔ او پاره شده‌است. برخی منابع بعدتر اظهار کردند که شش دندهٔ او شکسته و پرده جنب او آب آورده‌است. سه دندهٔ او نیز نه تنها شکستند بلکه از هم جدا شدند.
سیاهه رای‌دهندگان از ماه مارس نشان داد که بوشر آن سال به عنوان یک دمکرات ثبت نام کرده بود ولی به گفتهٔ وکیل او سیاست ربطی به این اختلاف نداشته‌است. وکیل بوشر انگیزهٔ سیاسی این حمله را تکذیب کرد و آن را «یک اختلاف بسیار اسف‌آور بین دو همسایه بر سر قضیه‌ای که بیشتر افراد آن را جزئی تلقی می‌کنند» توصیف کرد. پال نیت این حمله را «اختلاف بر سر نما و ظاهر خانه» ندانست و برایتبارت نیوز چنان توصیفی را «فیک نیوز» دانست. واشینگتن اگزمینر در تحقیق خود با ۷ نفر از همسایگان شهرک مسکونی محل زندگی پال که دارای حفاظ و در ورودی خصوصی است، صحبت کرد و ادعاهای رسانه‌ای مبنی بر این که عدم رسیدگی به پیرامون خانه دلیل این اختلاف بوده را نفی نمود. تحقیقات برایتبارت هم نتیجه‌گیری اگزمینر را تأیید کرد و بیان داشت امکان دارد نیت حمله سیاسی بوده باشد.
بوشر در ۹ نوامبر در دادگاه ناحیه‌ای شهرستان وارن، کنتاکی اعلام بی‌گناهی کرد.

### ابتلا به کرونا
پال با همه‌گیر شدن بیماری کروناویروس ۲۰۱۹ در آمریکا در مارس ۲۰۲۰، به عنوان نخستین سناتور ایالات متحده به این بیماری مبتلا شد. او گفت از آنجا که در برنامه‌ها و دیدارهای متعددی شرکت داشته با وجود عدم بروز هرگونه علایم آزمایش داده که نتیجه در ۲۲ مارس ۲۰۲۰ مثبت شده‌است. در پی ابتلای پال، سناتورها میت رامنی و مایک لی به توصیه پزشک از آنجا که ارتباط نزدیک با او داشته‌اند خود را قرنطینه کردند. او در ۷ آوریل ۲۰۲۰ اعلام کرد که نتیجه آزمایشش منفی شده‌است.